# Boruch Szlezinger
Boruch Szlezinger (nombre de nacimiento: Baruch Schlesinger-Zilberberg; n. en Trzebinia, Voivodato de Pequeña Polonia, Polonia, 16 de febrero de 1923 - 20 de abril de 2015) es un sobreviviente del Holocausto, intelectual y empresario en la industria textil.
Denunciado por los vecinos a causa de su condición de judío, capturado entonces torturado por la Gestapo a causa de su ayuda a la Resistencia, es fue deportado al campo de trabajos forzados de Blecchammer del que logrará evadirse, antes de ser arrestado durante una nueva redada de la Gestapo unas semanas más tarde y deportado ahora a Buchenwald, donde va a sobrevivir a las marchas de la muerte.
Durante una redada de la Gestapo, salvó a su madre ya su hermana, desplazándolos lejos de la fila de los que serán enviados al campo de exterminio.
Nieto de Maurice Schlesinger y de Elisa Schlésinger, es bisnieto de Adolf Martin Schlesinger.